# Birdman
Брайн Уильямс (англ. Bryan Williams, род. 15 февраля 1969), более известный под псевдонимами Birdman и Baby — американский рэпер, продюсер и предприниматель. В 1991 году со своим братом Рональдом основал лейбл Cash Money Records. В 1997—2005 годах состоял в группе Big Tymers и выпустил в её составе пять студийных альбомов. После распада группы начал сольную карьеру.
По оценкам журнала Forbes на 2012 год, его состояние оценивается в 200 миллионов долларов, и это ставит его на седьмое место в списке самых богатых рэперов.

## Карьера

### Начало карьеры
Свой первый альбом под названием «I Need a Bag of Dope» Birdman выпустил в 1993 году под псевдонимом B-32. Его необычная манера исполнения всех очень удивила, и не только фанатов рэпа, но даже критиков.

### Big Tymers
В 1997 году Birdman и Mannie Fresh организовали дуэт Big Tymers. Они дебютировали в начале 1998 года с диском How You Luv That и его продолжением How You Luv That Vol. 2, а позже выпустили I Got That Work в 2000 году и Hood Rich в 2002 году. Песня «Still Fly», которая вошла в один из дисков, была номинирована на «Грэмми». Но дуэт быстро распался: официально об этом объявили только в 2005 году.

### Birdman(2002)
В 2002 году Birdman выпустил свой второй альбом — Birdman. После него он некоторое время работал только в качестве приглашенного исполнителя. Через год выходит пятый альбом группы Big Tymers — Big Money Heavyweight, однако позже дуэт распался.

### Fast MoneyиLike Father, Like Son(2003—2006)
Третий альбом Fast Money вышел в 2005 году, при этом в записи четырёх песен из альбома принял участие Lil Wayne. На этом их совместная работа не прекратилась, и через год они выпустили совместный альбом Like Father, Like Son. Этот диск получил статус золотого. В 2005 году у лейбла Cash Money Records появился подлейбл Young Money, их общим названием стало YMCMB.

### 5 * Stunna(2007)
В 2007 году Birdman выпустил свой четвёртый альбом 5 * Stunna. Но год оказался неудачным: рэпера снова арестовали, теперь — за хранение марихуаны.

### Bigga Than Life
В 2013 году должен выйти его пятый студийный альбом под названием Bigga Than Life.

## Предпринимательская деятельность
Birdman является владельцем автобусной компании Millionaire Tours.
В начале 2010 года Birdman формирует нефтяные и газовые месторождения компании, Bronald Oil. Компания является совместным предприятием основана Брайаном Birdman Уильямсом и его братом Рональдом Slim Уильямсом.
Название было сочетание имен братьев, Брайан и Рональд. Доказательства фактической деятельности бизнеса компании было скудное, ограниченное главным образом на веб-сайте и появление «pumpjack» татуировки на правой стороне головы Birdman.
На сайте указано, что стратегия компании будет сначала развивать существующие земельные владения и искать новые месторождения нефти и газа.
В феврале 2010 года Birdman в интервью сказал журналу Ozone magazine, что он был в нефтяном бизнесе уже «4 или 5 лет» и «зарабатывают хорошие деньги». Однако, в марте 2010 года, появились слухи о том, что проект Bronald Oil зашёл в тупик.
По состоянию на 22 января 2012 года сайт Bronald Oil больше не функционирует.

## Личная жизнь
Birdman женат и имеет двух детей. Его сын Брайан Уильямс-младший, родился 26 февраля 1997, его дочь Бриа Уильямс, родилась 4 марта 1998 года.
В 2011 году Birdman купил себе эксклюзивный Maybach Exelero стоимостью 8 млн долларов. Maybach Exelero не единственный дорогой автомобиль в коллекции Birdmanа. В гараже у него также есть эксклюзивный Bugatti Veyron красного цвета за 2 млн долларов, и лимитированый белый Maybach Landaulet за 1.5 млн долларов.

## Дискография

### Студийные альбомы
- I Need A Bag Of Dope (под псевдонимом B-32; 1993)
- Birdman (2002)
- Fast Money (2005)
- 5 * Stunna (2007)
- Pricele$$ (2009)
- Bigga Than Life (2011)

### Совместные альбомы
- Like Father, Like Son (совместно с Лил Уэйном; 2006)
- Rich Gang (в составе YMCM; 2013)
- Like Father, Like Son 2 (совместно с Лил Уэйном; дата выхода неизвестна)
- From The Bayou (совместно с YoungBoy NeverBrokeAgain)

### Микстейпы
- Family Over Everything (2009)
- The New Cash Money Allstars (2009)
- Cut From A Different Cloth… (совместно с Риком Россом; 2010)
- Everithing Brand New (2010)
- Bigger Than Life (2011)
- Red State (2011)
- Billionaire Minds (совместно с Mack Maine; 2012)

## Фильмография
| Год  |   | Русское название | Оригинальное название | Роль |
| ---- | - | ---------------- | --------------------- | ---- |
| 2005 | ф | Салон красоты    | Beauty Shop           | Себя |